# 愛 (李婭莎專輯)
《愛》是上海女歌手李婭莎的第四張錄音室專輯，也是第四張演唱專輯，同時也是個人所推出的第二張台語專輯，於2012年12月28日推出。這張專輯透過愛的概念，請大家把愛傳出去。

## 曲目
1. 願
2. 月娘代表我的心
3. 兩卡行李
4. 是你是我 （與范揚景合唱） （第二波主打）
5. 愛 （第三波主打）
6. 插翅難飛 （第一波主打）
7. 淋風雨
8. 阿娘
9. 櫻桃嘴唇
10. 望你痛疼
11. 美麗家園

## MV
- 首波主打《插翅難飛》 （導演：吳開文、SZ MOTION）
- 第二波主打《是你是我》 （導演：吳開文、SZ MOTION）
- 第三波主打《愛》 （導演：吳開文、SZ MOTION）

## 獎項
- 李婭莎以此張專輯獲得第24屆金曲獎最佳台語女歌手獎
- 此張專輯入圍第24屆金曲獎最佳台語專輯獎

| 上一張專輯：春夏秋冬 2011年12月23日 | 第4張專輯 2012年12月28日 | 第4張專輯 2012年12月28日 | 下一張專輯：一個人，唱情歌 2013年12月31日 |